# Poméranie orientale
Pour les articles homonymes, voir Poméranie (homonymie).

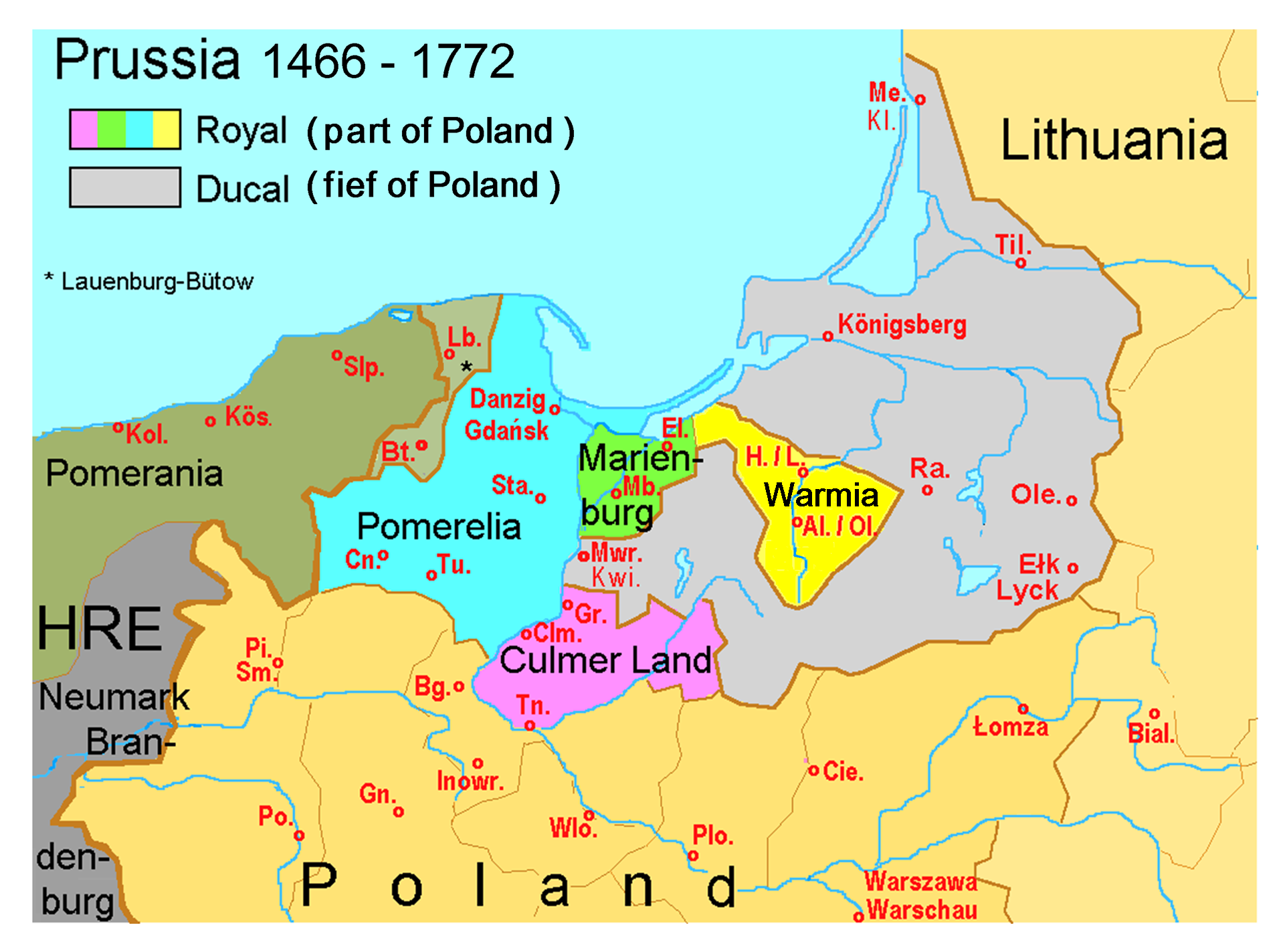
La Poméranie orientale (en bleu) à l'époque de son rattachement à la Prusse royale (1466–1772).

La Poméranie orientale ou Pomérélie (en allemand : Pommerellen) ou Petite Poméranie, connue aussi sous les noms de Poméranie de Dantzig (en allemand : Danziger Pommern) puis de Gdańsk (en polonais : Pomorze Gdańskie), est une région historique et géographique située dans le Nord de la Pologne et constituant l’extrémité est de la Poméranie historique : elle s’étend le long de la baie de Gdańsk jusqu’au delta de la Vistule ; son périmètre recouvre à peu près les deux tiers de l’actuelle voïvodie de Poméranie et l’extrémité nord de la Couïavie-Poméranie.

## Appellations géographiques
Les appellations des différentes divisions de la Poméranie orientale sont relativement ambigües, car elles recouvrent des réalités différentes selon qu'on se place d'un point de vue allemand ou polonais. 
Selon la terminologie allemande, Pommerellen, un diminutif de « Poméranie » (Pommern, derivé de slave : po more, « à la mer »), fait référence au territoire s'étendant à l'est des frontières de l'ancien duché de Poméranie, un état impérial depuis 1181, le long de la côte Baltique jusqu'à la rive gauche de la Vistule. Ce domaine devait être rendu aux rois de Pologne par l'ordre Teutonique au sens de la seconde paix de Thorn en 1466 et, denommé la « voïvodie de Poméranie », faisait partie de la Prusse royale. 
Du côté polonais, toute la région sur les deux rives de la Vistule inférieure est dénommé Pomorze Gdańskie (« Poméranie de Gdańsk ») ou Pomorze Wschodnie (« Poméranie orientale »), s'étendant jusqu'à la région de Pomésanie (dans l'actuelle voïvodie de Varmie-Mazurie) sur la rive droite du fleuve Nogat. Cette désignation ne doit pas être confondue avec la Poméranie ultérieure, ou Poméranie postérieure (en allemand : Hinterpommern), constituant la partie est de l'ancien duché poméranien régné par la dynastie des Griffon jusqu'en 1637, qui allait par la suite devenir la province de Poméranie du Brandebourg-Prusse.
Les frontières occidentales de la Poméranie orientale, à l'origine le long de la rivière Parsęta (Persante), ont été déplacées vers l'est au fil des siècles : les ducs de Poméranie obtiennent en 1317 la seigneurie de Sławno et de Słupsk ; les domaines de Lębork (Lavenbourg) et Bytów entrent dans le duché de Poméranie en tant que fief polonais après le traité de Thorn en 1466 et sont cédés au Brandebourg-Prusse en 1657. Au sud, la région est bordée par la Grande-Pologne et la Cujavie.

## Historique
Depuis l'an mil, la région était considérée une partie de la Poméranie par les premiers chroniqueurs polonais, tels que Gallus Anonymus, Vincent Kadlubek ou Bogufał de Poznań. Une grande partie de la région était habitée par les Cachoubes, mentionnés pour la première fois en 1238, dans une bulle pontificale du pape Grégoire IX à propos des ducs de Poméranie, qu’il appelle « Dux Slavorum et Cassubia ». 
Les domaines furent complètement soumis par le duc Boleslas Ier de Pologne à la fin du Xe siècle. En apportant son soutien, l'évêque Adalbert de Prague arrive à Gdańsk (Dantzig) en 997 et s'est rendu à l'est en Prusse où il fut martyrisé. Lors du congrès de Gniezno, Boleslas Ier et l'empereur Otton III du Saint-Empire ont fondé l'archidiocèse de Gniezno, de sorte que le nouveau évêché poméranien de Kołobrzeg à l'embouchure de la Parsęta se trouve également sous l’autorité de l'archevêque. Toutefois, peu après, le premier évêque Reinbern est chassé par un soulèvement des tribus locales. Au fil des années, les souverains de Pologne de la dynastie Piast et les Poméraniens se livrèrent des combats le long du fleuve Noteć et au château fort de Santok.

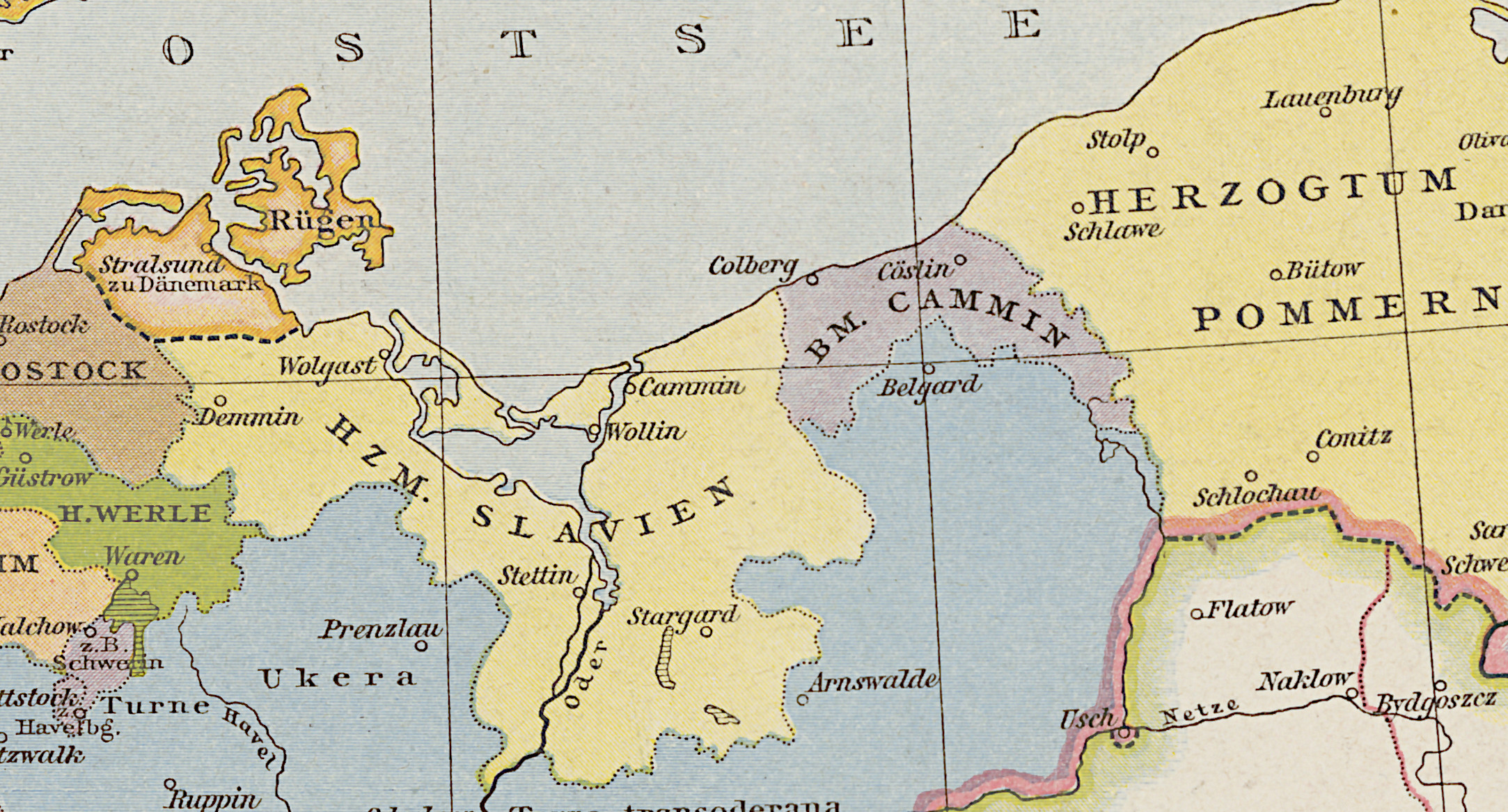
Le duché de Slavie des Griffon, l'évêché de Cammin et le duché polonais de Poméranie vers l'an 1250.

Au XIIe siècle, à l’époque de Boleslas III Bouche-Torse († 1138), la Poméranie est déjà christianisée par l'évêque Othon de Bamberg et compte deux principales familles régnantes : la dynastie des Griffon (ou la « maison de Poméranie ») dans la partie occidentale autour de Szczecin (Stettin) et les descendants du duc Subisław Ier (Samborides) à Gdańsk dans la partie orientale. Les Griffon furent élevés au rang de princes du Saint-Empire en tant que « duc de Slavie » par l'empereur Frédéric Barberousse lors de la diète à Lübeck en 1181 ; la partie orientale était placée à la suzeraineté du royaume de Pologne. Entre les deux territoires s'étendait l'évêché (Hochstift) de Kamień (Cammin), également une principauté du Saint-Empire, dont le siège épiscopal se trouvait à Kołobrzeg sur la Parsęta.
Les ducs de la Poméranie orientale, Subisław Ier († 1187) et ses fils Sambor († 1207) et Mestwin († 1220), ont accéléré la colonisation germanique autour du port de Gdańsk et l'abbaye d'Oliwa ; des routes commerçantes conduisaient à Stargard et vers Kołobrzeg via Sławno et Słupsk. Lors du démembrement territorial de la Pologne après le décès du duc Boleslas III, leurs domaines ont été conquis par le roi Valdemar II de Danemark et le duc Mestwin Ier a dû lui rendre un hommage de vassalité. Son fils Świętopełk II, en ayant pour objectif de se libérer de la suzeraineté polonaise, en 1227 à l’occasion d’une assemblée des ducs Piast à Gąsawa, a assassiné Lech le Blanc, princeps de Pologne. La même année, l'hégémonie danoise dans la région de la mer Baltique s'est écroulée après la bataille de Bornhöved. Par conséquent, Świętopełk régnait  en toute indépendance et étendit ses domaines sur les seigneuries de Sławno et de Słupsk jusqu'à l'embouchure de la Wieprza à Darłowo au nord-ouest.
Le dernier duc de la Poméranie orientale, Mestwin II, mourut sans issue mâle en 1294. Son duché  était entouré de voisins qui ont entretenu des vues sur le territoire : les margraves de Brandebourg de la maison d'Ascanie, le duc Przemysl II de Grande-Pologne, ainsi que l'ordre Teutonique qui possédait déjà la seigneurie de Gniew (Mewe) sur la rive gauche de la Vistule depuis 1278. Przemysl II est sacré roi de Pologne en 1295 mais fut assassiné l'année suivante ; son successeur Ladislas Ier le Bref mena de longues luttes avec le roi puissant Venceslas II de Bohême pour conserver son héritage et a temporairement été expulsé de la Pologne.

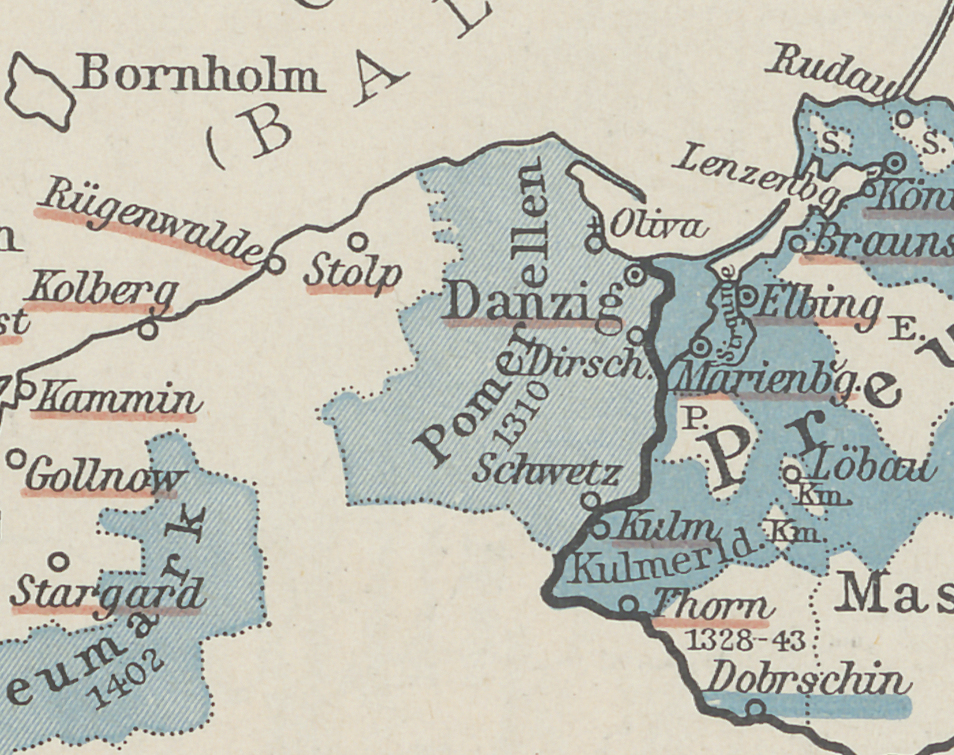
Les acquisitions des chevaliers teutoniques en Pomérélie au XIVe siècle.

À partir de 1304, Ladislas Ier reconquit les territoires perdus. Le roi Venceslas II mourut en 1305, son jeune fils Venceslas III fut assassiné à peine un an plus tard. Ses ministériels à Gdańsk appelèrent les forces du margrave Valdemar de Brandebourg qui occupent la Poméranie orientale ; en contrepartie, Ladislas Ier appela l'ordre Teutonique à l'aide. Le 13 novembre 1308, les chevaliers sous le commandement de Heinrich von Plötzke prirent la ville de Gdańsk par la force ; selon certaines sources, la conquête devint une boucherie de citoyens. En dépit de la vive résistance opposée par Ladislas Ier, toute la Pomèranie orientale a été annexée à l'État monastique des chevaliers teutoniques. Le margrave de Brandebourg est indemnisé par les seigneuries de Sławno et de Słupsk reliés à une compensation financière à la suite de l'accord de Soldin de 1309. Les chevaliers teutoniques colonisent le territoire et y construisent des places-fortes maîtresses de leur État à Malbork et Thorn. 
Conformément aux dispositions de la paix de Westphalie en 1648 et du traité de Stettin en 1653, elle fut rattachée à la marche électorale de Brandebourg avant de devenir, par suite de l’union personnelle Brandebourg-Prusse, un fief héréditaire du royaume de Prusse. Elle fut transférée à la république populaire de Pologne en 1946, les Allemands habitant la région ont alors été expulsés par les Polonais.